# Karel Anton
Karel Anton, v zahraničí též Karl Anton či Charles Anton, (25. října 1898 Praha – 12. dubna 1979 Západní Berlín, Spolková republika Německo) byl český herec, filmový scenárista, režisér a producent.

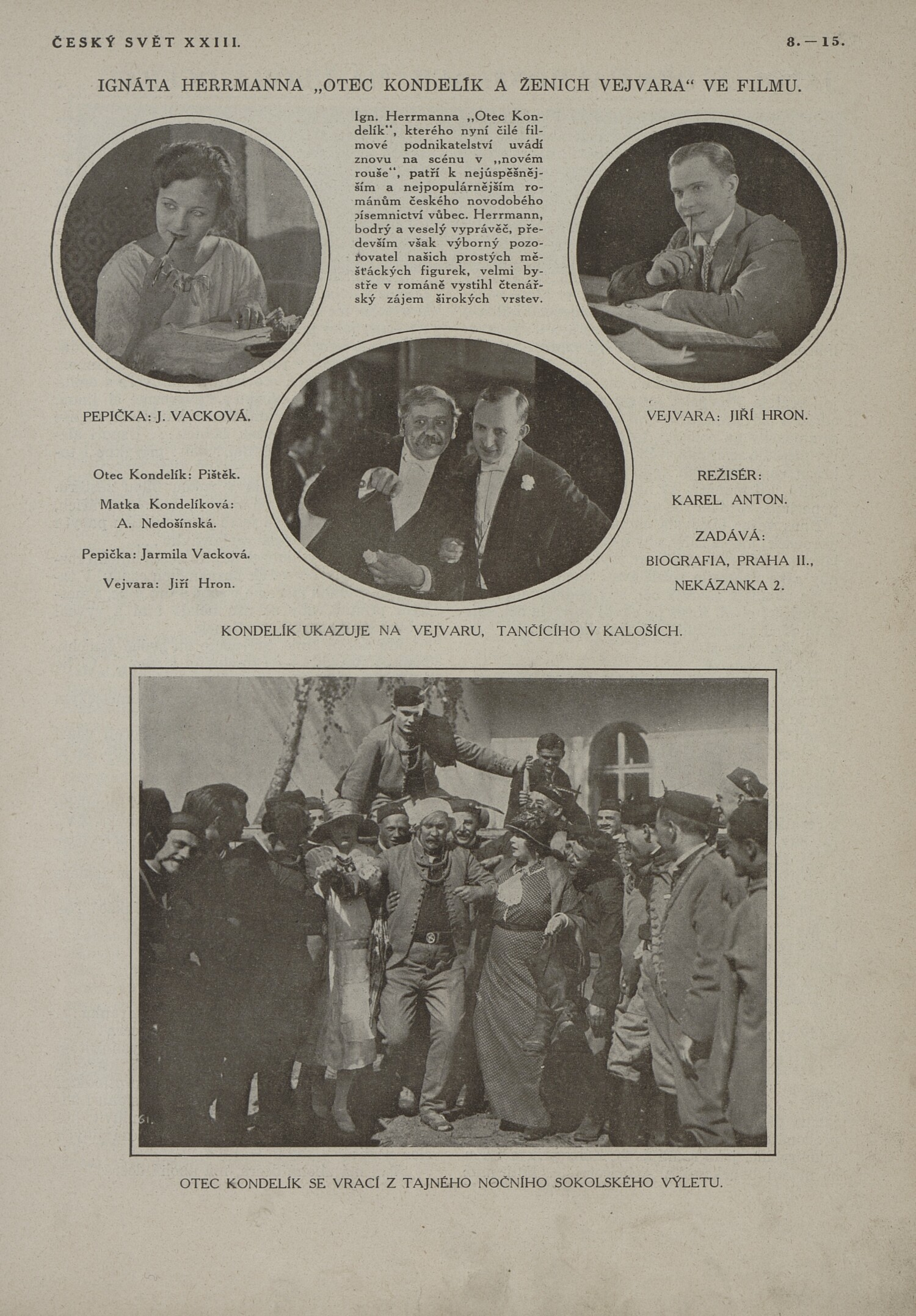
Film „Otec Kondelík a ženich Vejvara“, režie Karel Anton, 1926

## Život a dílo
Pocházel z česko-německé rodiny, na přání svých rodičů nejprve studoval medicínu, toto studium však nedokončil a od roku 1918 se plně věnoval pouze umělecké činnosti. Již během první světové války hrál v divadle a společně s Karlem Lamačem a Ottou Hellerem natáčel i svůj první němý dokumentární film. Od roku 1921 se stal šéfem dokumentárního a reklamního oddělení nově založené společnosti A-B Barrandov. Od počátku 20. let se věnoval také scenáristické a režisérské tvorbě, během svého života napsal přibližně 20 scénářů k celovečerním filmům.
V roce 1928 založil s Otakarem Štorchem-Marienem filmovou společnost Aventinum-Anton film, ve které plánovali natočit v produkci Voskovce a Wericha jejich úpravu Nestroyovy hry "...si pořádně zařádit".  K realizaci nedošlo.
Mezi jeho nejznámější filmy patří jeho první zvukový film Tonka Šibenice z roku 1930 a Aféra plukovníka Redla z roku 1931. Od počátku 30. let také natáčel v cizině, od roku 1934 až do roku 1960 pak trvale točil ve Francii a v Německu.
Jeho bratrancem byl český divadelní a filmový herec Raoul Schránil .